# أرغيروس
أرغيروس (تقريبًا 1000-1068) كان أحد النبلاء اللومبارديين وجنرالًا بيزنطيًا؛ وهو نجل ميلوس اللومباردي وولد في باري 1000. بعد هزيمة ميلوس في معركة كاناي (1018) ضد البيزنطيين، أرسل ووالدته أسرى إلى القسطنطينية.